# Leonid Artiuszenko
Leonid Arkadjewicz Artiuszenko (kaz. i ros. Леонид Аркадьевич Артюшенко) – kazachstański polityk, od 30 stycznia 1996 do 1999 roku deputowany do Mażylisu Parlamentu Republiki Kazachstanu I kadencji.